# لي تشيان (مجدفة)
لي تشيان هي مجدفة صينية، ولدت في 19 أكتوبر 1985.

## وصلات خارجية
- لي تشيان على موقع الاتحاد الدولي للتجديف (الإنجليزية)
- لي تشيان على موقع أوليمبيديا (الإنجليزية)